# マルケス兄弟
マルケス兄弟は江戸時代前期に活動したイエズス会の宣教師である。兄フランシスコ（Francisco Marques、1608年 - 1643年3月25日）、弟ペドロ（Pedro Marques、1612年 - 1670年?）で共にポルトガル出身のヴィセンテ・マルケスと大友宗麟一門の日本人キリシタンであったサビナ・マルケスの子として生まれた。

## 経歴・人物
兄弟共に日本にキリスト教禁教令が発令される直前の長崎で生まれるが、両親が急逝したことによって兄弟共に孤児となりマカオに送還される。その後1631年頃にフランシスコは23歳でイエズス会士となり、ペドロも19歳で同士となった。その後フランシスコは1640年（寛永17年）に日本および清国の巡察使となったイタリア人宣教師のアントニオ・ルビノら有志と共にクリストヴァン・フェレイラ（沢野忠庵）の回心を目的に日本への密入国を志した。しかし計画は失敗し、東南アジア寄りへ渡航しインドシナ半島南東部のコーチシナに漂着する。
その後フランシスコはルビノらと共にスペイン領東インド（現在のフィリピン）に向かい、セブ島で日本への来航のために司祭となった。1642年（寛永19年）にルビノ率いる第1隊として薩摩の下甑島に来航したが、その直後に捕縛され出生地の長崎に送還される。後に同地で頭髪の半分を剃髪しその部分を赤く塗られ、口に鉄板を入れられた後に駄馬に乗られる拷問を受けた。翌1643年（寛永20年）には9日間の穴吊しの刑に処された後に、斬首刑となった。一方のペドロも兄が刑死した同じ年に平戸に来航し、その後は離日しムガル帝国（インド）や一時活動拠点を置いていたマカオでの布教活動に携わった。1670年に兄が漂着したコーチシナへの布教活動を志して渡航したが、消息不明となり1673年にイエズス会から名簿が外れていることよりその間に遭難死したとされている。